# Cahoots
Cahoots —en español: Confabulación— es el cuarto álbum de estudio del grupo canadiense de rock The Band, publicado por la compañía discográfica Capitol Records en septiembre de 1971. El álbum, el primero del grupo grabado en los Bearsville Studios de Woodstock, marcó un cambio musical al incluir por primera vez una sección de vientos en canciones como «Life is a Carnival», una técnica repetida en trabajos posteriores como Rock of Ages y The Last Waltz. Debido a la falta de disponibilidad de horarios en Bearsville, el grupo se vio obligado a modificar sus patrones habituales de grabación, normalmente sujeta a horarios más laxos y menos restrictivos. Como resultado, las sesiones fueron tensas y originaron problemas internos que culminaron cinco años después en su disolución.
Durante la grabación, los problemas de Richard Manuel derivados de su alcoholismo y el cese en su actividad como compositor obligaron a Robbie Robertson a asumir la responsabilidad de componer gran parte del material. Debido a ello, las canciones contienen estructuras, cambios de acordes y arreglos más complejos que las de sus trabajos previos. El álbum contó también con la participación de Bob Dylan, que compuso «When I Paint My Masterpiece», y de Van Morrison, que cantó «4 % Pantomime» a dúo con Manuel.
Tras su publicación, la prensa musical definió Cahoots como un trabajo menor dentro del catálogo musical del grupo, en contraposición con sus tres anteriores discos de estudio. Desde el punto de vista comercial, tuvo también un menor éxito de ventas: alcanzó el puesto veintiuno en la lista estadounidense Billboard 200 y el 41 en la lista británica UK Albums Chart, aunque obtuvo mejores resultados en países europeos como los Países Bajos y Noruega, donde alcanzó el puesto dos y veinte, respectivamente.

## Historia

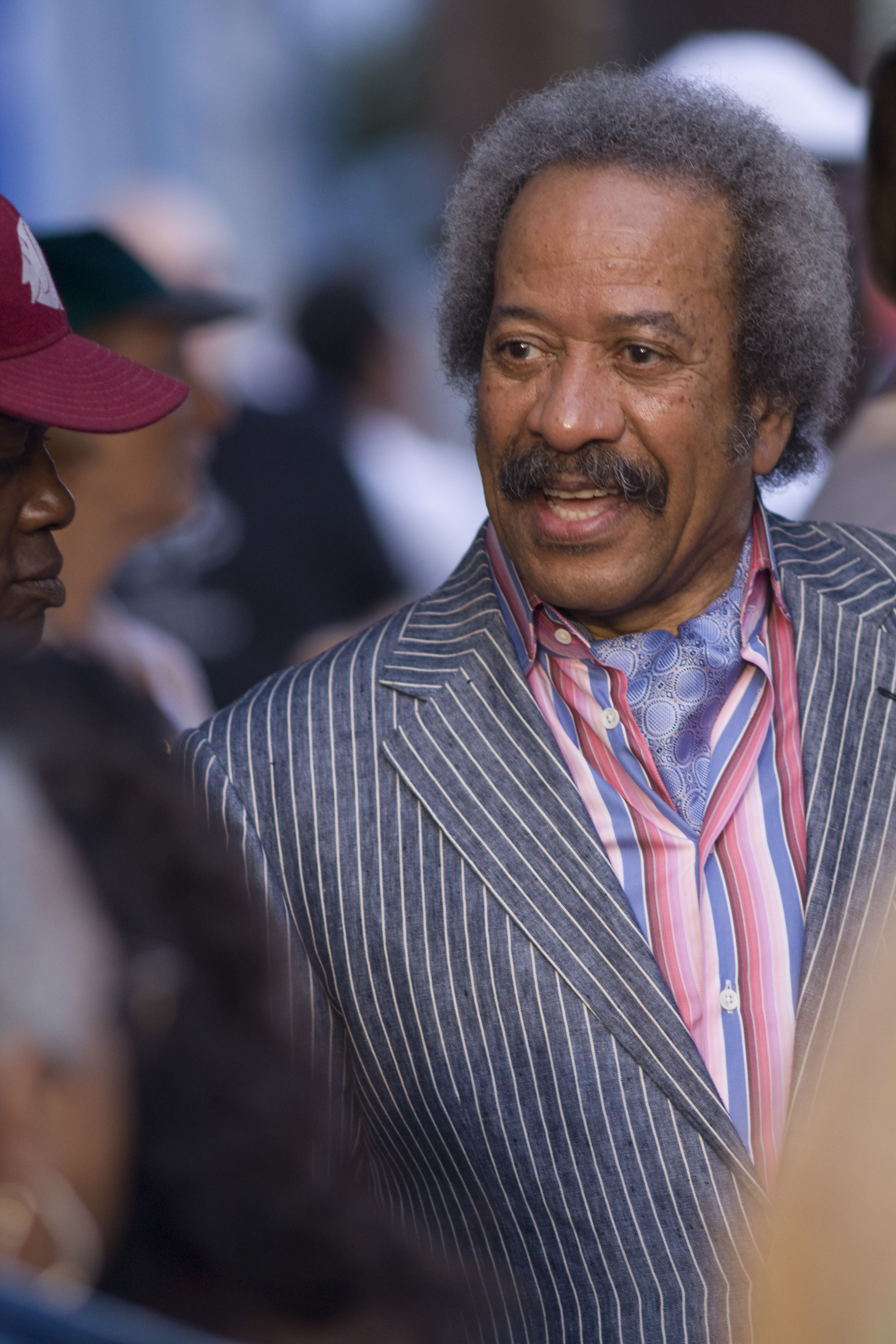
El productor Allen Toussaint propició un cambio en el registro musical de The Band al dirigir una sección de vientos para la canción «Life is a Carnival».

Después de publicar el álbum Stage Fright a mediados de 1970, The Band emprendió una gira de conciertos por Europa y los Estados Unidos hasta diciembre del mismo año; una vez finalizada, comenzaron a grabar uno nuevo en los Bearsville Studios, un estudio de grabación que Albert Grossman, representante del grupo, creó en la localidad de Woodstock.
Las sesiones de grabación comenzaron con «Life is a Carnival», una canción de estilo funk con Rick Danko al bajo sin trastes y para la que el productor y músico de Nueva Orleans Allen Toussaint dirigió una sección de viento que marcó un significativo alejamiento con respecto al estilo musical dominante en anteriores trabajos: si bien el grupo había trabajado anteriormente con una sección de viento, cuando acompañaban al cantante Ronnie Hawkins en la década de 1960, desde la grabación de Music from Big Pink solo utilizaban a lo sumo uno o dos saxofones, como en el caso de «Tears of Rage», o una tuba, como en «Rag Mama Rag». Robbie Robertson comentó al respecto: «Recurrimos a algo que habíamos estado haciendo en años anteriores cuando teníamos una pequeña sección de vientos. Era algo con lo que experimentábamos. Disfrutamos del poder que la sección de vientos nos daba».
Robertson y Helm mostraron interés en los éxitos que Toussaint había producido en la década de 1960 con artistas como Aaron Neville, Irma Thomas y Jesse Hill, entre otros, y especialmente en los arreglos del álbum de Lee Dorsey Yes We Can; esto favoreció un acercamiento entre el productor y el grupo. Tras contactar con Toussaint, Robertson envió la grabación original de «Life is a Carnival» a Nueva Orleans para que compusiera un pasaje de viento atípico y divertido, en consonancia con la canción. Sin embargo, la necesidad de pulir algunos detalles musicales obligó al productor a desplazarse a Nueva York, donde finalmente lo grabaron. Sobre la grabación de «Life is a Carnival», Robertson comentó: 

«Estaban todos los trompetistas, todos ellos músicos neoyorquinos de primera categoría. Empezamos a pasar las páginas [de los arreglos] y los tipos estaban riéndose disimuladamente y comentando que lo que habíamos escrito no tenía sentido. Uno estaba diciendo: "¿Sabes qué? Tengo un bachillerato en Artes, por si quieres corregir esto". Allen, que era un tipo muy chulo, dijo: "Toca lo que ves en el papel. Tócalo tal y como está"».

A pesar de la rápida grabación de «Life is a Carnival», las sesiones del álbum pronto comenzaron a hacerse difíciles por el creciente distanciamiento entre los miembros del grupo y por la restricción de horarios en el estudio. En contraste, la grabación de los dos anteriores trabajos del grupo, The Band y Stage Fright, tuvo lugar en estudios caseros en los que el grupo podía acceder a los equipos de trabajo las veinticuatro horas del día, y el grupo tuvo a su disposición un estudio profesional para ensayar las canciones de Music from Big Pink con antelación a su registro. Las obras de acondicionamiento en el estudio, que interferían continuamente con las sesiones de grabación, constituyeron un problema adicional. Al respecto, Robertson comentó en tono jocoso: «La tecnología nunca se interpuso entre nosotros y la música, pero en este caso, menos aun».
Pese a las dificultades técnicas, se contó la colaboración de músicos ajenos como Bob Dylan y Van Morrison. El primero cedió a Robertson una nueva composición, «When I Paint My Masterpiece», tras visitarle en su hogar de Woodstock y ensayar varias canciones. No obstante, Dylan no llegó a participar en su grabación. Por su parte, Morrison, que residía durante la época en Woodstock, colaboró en la grabación de «4% Pantomime», una canción que compuso durante una visita al hogar de Robertson. Según recordó el músico: «Estaba tocando algo en el piano y Van dijo: "¿Qué es eso?". Yo dije que sólo eran acordes. A medida que los tocaba, él empezó a tararear, se le ocurrieron algunas ideas y comenzó a escribirlas. Se convirtió en una canción donde estábamos lanzándonos ideas el uno al otro». El tema, cuyo título hace referencia a la diferencia en la graduación alcohólica entre el Johnnie Walker Black y el Johnny Walker Red, se grabó en una única toma.

## Composición

### Música

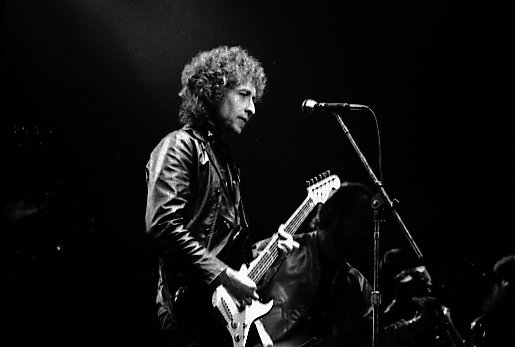
Bob Dylan cedió a The Band la canción «When I Paint My Masterpiece» para su grabación en Cahoots.

A nivel musical, las canciones de Cahoots mantuvieron el estilo característico del grupo, incorporando los instrumentos habituales de grabaciones previas —una base rítmica de bajo y batería sumada a una guitarra, un piano y un órgano— y las voces de Danko, Manuel y Helm. Del conjunto, solo «Life is a Carnival» introdujo cambios musicales debido al sonido funk asociado a la sección de vientos de Allen Toussaint. Robertson planeó también la inclusión de otra sección de vientos dirigida por Gil Evans en «The Moon Struck One»: sin embargo, Evans no entregó su trabajo a tiempo para incorporarlo al álbum, y en su lugar, Garth Hudson sobregrabó una pista con su órgano Lowrey.
Las composiciones de Robertson comenzaron a reflejar un mayor perfeccionismo musical y cuidado de los detalles en comparación con la espontaneidad buscada en los primeros trabajos del grupo. Sobre este hecho, Hudson llegó a comentar: «Las estructuras, los cambios de acordes y los arreglos eran complejos. Era más complicado para mí encontrar algo diferente para cada canción».
Por otra parte, canciones como «The Last of the Blacksmiths» y «Thinkin' Out Loud» incorporaron un sonido «estrafalario», según Robertson. El propio músico definió la primera como «un experimento extraño, con Garth tocando una especie de cuernos de elefante», mientras que en la segunda, Manuel tocó la batería y la guitarra slide, Garth el piano, Robbie la guitarra acústica y Levon el bajo acústico, en lugar de sus instrumentos habituales.
Otros temas como «Smoke Signal», que introduce las primeras referencias sobre la ascendencia nativa americana de Robertson, «Volcano» y «Shoot Out in Chinatown», incorporaron un sonido más cercano al rock de The Basement Tapes. Según el músico: «En "Volcano" hay varios versos muy cercanos a ese estado de ánimo. Nos estábamos divirtiendo, probablemente a costa de otra persona». Por otra parte, «Shoot Out in Chinatown» incluyó las tres principales voces del grupo, con Danko y Manuel cantando las estrofas y Helm, el estribillo. El álbum finaliza con «The River Hymn», en la que Hudson tocó un piano decimonónico y que contó con la participación de Libby Titus, pareja de Helm, en los coros, que fue la primera aportación femenina a una canción de The Band.

### Letras
Los problemas de salud de Richard Manuel, relacionados con el abuso de las drogas, provocaron que el músico dejase de componer durante las sesiones de grabación de Cahoots. Esta situación propició que Robbie Robertson tomara el control del grupo y compusiera casi todas las canciones del álbum, con la excepción de «Life is a Carnival» y «When I Paint My Masterpiece», escritas por Rick Danko y Levon Helm y por Bob Dylan respectivamente.
El creciente dominio de Robertson sobre el grupo, sumado a los problemas de Manuel, marcó un mayor distanciamiento entre los miembros de The Band, y especialmente entre Helm y Robertson. Según comentó Helm en This Wheel's on Fire: «No era un buen tiempo para trabajar juntos. Manuel simplemente dejó de escribir y se retiró». En el mismo sentido, Danko comentó: «Richard parecía demasiado cansado de todo. Levon tampoco estaba interesado. Parece mentira cuánto nos había cambiado el éxito. Nuestro comportamiento se volvió atroz, y era imposible tener a toda la gente en el mismo sitio al mismo tiempo».
Robertson tampoco se sentía motivado para componer debido a las fricciones internas, tal y como reconoció en una entrevista en 1989: «Era frustrante, un sentimiento horrible. No estaba inspirado para escribir. Estaba empezando a sentirme desilusionado por temas personales y me estaba afectando seriamente». En el plano personal, su mujer Dominique y sus dos hijas pasaban el tiempo entre Montreal y Woodstock, lo que motivó que el músico compusiera gran parte de las canciones lejos de los otros integrantes.
A pesar de los crecientes problemas internos, la forma de componer las canciones de Cahoots fue semejante a la de los álbumes The Band o de Stage Fright. Por regla general, Robertson llevaba al estudio esbozos musicales que el resto del grupo arreglaba sobre la marcha. A continuación, escribía las letras, cuya principal influencia durante el periodo de grabación fue el cine, con una prevalencia de temas relacionados con la «extinción y la tristeza que acompaña la pérdida de objetos que una vez tuvieron un gran valor». Según comentó el propio Robertson:

«Tras la temática de la extinción, hay una gran influencia de películas en las canciones de Cahoots. Ya fuese algo de John Ford en «Smoke Signal», de François Truffaut en «The Moon Strook One», de Howard Hawks en «The River Hymn», o de las películas de Charlie Chan en «Shoot Out in Chinatown», mis intereses en aquella época residían más en una película que en una canción».

## Recepción
Tras su publicación en octubre de 1971, la prensa musical consideró Cahoots un trabajo menor dentro del catálogo musical del grupo, en contraposición con sus tres anteriores discos de estudio. En su crítica para Allmusic, William Ruhlmann comentó: «En comparación con sus predecesores, Cahoots, el cuarto álbum de The Band, podría ser caracterizado como un esfuerzo menor que sin embargo, contiene unos pocos placeres. Estos placeres empiezan con "Life is a Carnival", una canción que continúa con la temática de Stage Fright destacando la falsa naturaleza del mundo del espectáculo y su impacto en la realidad.[...] El principal fallo está en la composición: el sonido de The Band es tan bueno como de costumbre. [...] Pero el material no es suficientemente sólido, particularmente en comparación con los tres discos impresionantes que The Band publicó antes». Por su parte, Robert Hilburn de Los Angeles Times dijo: «Para otro grupo que no fuese The Band, Cahoots sería elogiado como un álbum espléndido. Pero las expectaciones previas rebajan el nivel de entusiasmo. Es el precio que tiene que pagar por grabar dos obras maestras».
En el mismo sentido, el crítico musical John Alroy opinó en Wilson & Alroy: «Aparentemente, ni los críticos ni el público apreciaron mucho el álbum, que, aunque un nivel por debajo de sus tres primeros trabajos, no es realmente malo. Abre con la extrañamente alegre "Life is a Carnival" y capta tu atención hasta el final». Por otra parte, Jon Landau, en su crítica para la revista musical Rolling Stone, escribió: «Cahoots es más bien un fracaso brillante que una obra maestra defectuosa, pero la distancia entre ambos conceptos puede no importar mucho ahora. Hay una visión del mundo y personal luchando por imponerse en la música de The Band y en las canciones de Robbie Robertson. Se encuentran en proceso de crear una extensión post-adolescente del rock, capaz de abarcar una gama más amplia de pensamientos, sentimientos, sonidos e imágenes que la producida por muchos de los músicos de finales de la década de 1960. Y con Cahoots, no tengo ningún reparo en admitir que The Band es una de las pocas unidades funcionales del rock. Como tal, sus errores y fallos son más atrayentes que los éxitos de docenas de artistas menores. Y sus triunfos, incluyendo los últimos álbumes, están entre lo más interesante de la música».
Desde el punto de vista comercial, Cahoots tuvo menos impacto que los anteriores trabajos de The Band. Alcanzó el puesto veintiuno y estuvo catorce semanas en la lista estadounidense Billboard 200, mientras que en el Reino Unido alcanzó el puesto 41 en la lista UK Albums Chart. No obstante, tuvo mejores resultados en las listas de discos más vendidos en varios países europeos como los Países Bajos, donde debutó en la posición dos y estuvo siete semanas, y en Noruega, donde alcanzó el puesto veinte y se mantuvo tres semanas. Por su parte, el primer y único sencillo promocional del álbum, «Life is a Carnival», alcanzó el puesto 72 en la lista Billboard Hot 100. La discográfica llegó a programar la publicación de «When I Paint My Masterpiece» como segundo sencillo promocional, si bien esto nunca llegó a materializarse.

## Reediciones
Capitol Records publicó Cahoots en formato de disco compacto en 1988 a nivel internacional, y diez años después, en una edición limitada para el mercado japonés. En 2000 remasterizó y reeditó el álbum junto al resto del catálogo musical del grupo, en una edición que supervisó Robbie Robertson y que incluyó notas escritas por Rob Nowman y cuatro temas extra registrados durante las sesiones de grabación: tomas descartadas de «Don't Do It» y «Bessie Smith», una versión alternativa de «When I Paint My Masterpiece» y una maqueta de «Endless Highway». En 2008, Caroline Records publicó una edición limitada en formato CD con carpeta de cartón. Un año después, Mobile Fidelity reeditó el álbum en formato SACD.

## Lista de canciones
Todas las canciones escritas y compuestas por Robbie Robertson y producidas por The Band excepto donde se anota.

| Cara A |                               |                                          |          |  |
| N.º    | Título                        | Escritor(es)                             | Duración |  |
| 1.     | «Life is a Carnival»          | Rick Danko, Levon Helm, Robbie Robertson | 3:55     |  |
| 2.     | «When I Paint My Masterpiece» | Bob Dylan                                | 4:21     |  |
| 3.     | «Last of the Blacksmiths»     |                                          | 3:41     |  |
| 4.     | «Where Do We Go From Here?»   |                                          | 3:47     |  |
| 5.     | «4% Pantomime»                | Robbie Robertson, Van Morrison           | 4:32     |  |

| Cara B |                          |                              |          |  |
| N.º    | Título                   | Escritor(es)                 | Duración |  |
| 6.     | «Shoot Out in Chinatown» |                              | 2:51     |  |
| 7.     | «The Moon Struck One»    |                              | 4:09     |  |
| 8.     | «Thinkin' Out Loud»      |                              | 3:19     |  |
| 9.     | «Smoke Signal»           |                              | 5:11     |  |
| 10.    | «Volcano»                |                              | 3:05     |  |
| 11.    | «The River Hymn»         | Levon Helm, Robbie Robertson | 4:40     |  |

| Temas extra (reedición de 2000) |                                                       |                              |          |  |
| N.º                             | Título                                                | Escritor(es)                 | Duración |  |
| 12.                             | «Endless Highway» (Grabación temprana)                |                              | 3:46     |  |
| 13.                             | «When I Paint My Masterpiece» (Grabación alternativa) | Bob Dylan                    | 3:57     |  |
| 14.                             | «Bessie Smith» (Grabación descartada)                 | Rick Danko, Robbie Robertson | 4:17     |  |
| 15.                             | «Don't Do It» (Grabación descartada, toma de estudio) | Holland-Dozier-Holland       | 3:54     |  |
| 16.                             | «Radio Commercial»                                    |                              | 1:04     |  |

## Personal
| The Band - Rick Danko: bajo, violín y voz - Levon Helm: batería, mandolina y voz - Garth Hudson: órgano, piano y saxofones tenor y barítono - Richard Manuel: piano, órgano, batería, guitarra slide y voz - Robbie Robertson: guitarras y piano | Otros músicos - Mark Harman: ingeniero de sonido - Van Morrison: voz en «4% Pantomime» - Allen Toussaint: instrumentos de viento en «Life is a Carnival» |

## Posición en listas
| País           | Lista                  | Posición |
| -------------- | ---------------------- | -------- |
| Canadá         | RPM Albums Chart       | 15       |
| Estados Unidos | Billboard 200          | 21       |
| Noruega        | Norwegian Albums Chart | 20       |
| Países Bajos   | Dutch Albums Chart     | 2        |
| Reino Unido    | UK Albums Chart        | 41       |

| Sencillo             | País           | Lista             | Posición |
| -------------------- | -------------- | ----------------- | -------- |
| «Life is a Carnival» | Canadá         | RPM Singles Chart | 25       |
| «Life is a Carnival» | Estados Unidos | Billboard Hot 100 | 72       |
| «Life is a Carnival» | Países Bajos   | Dutch Top 40      | 26       |